# Hemicordulia tau
Hemicordulia tau – gatunek ważki z rodziny szklarkowatych (Corduliidae). Występuje w Australii. Gatunek liczny i szeroko rozprzestrzeniony. Zasiedla zbiorniki z wodą stojącą. Imagines latają od września do maja.